# 프랑크 미카엘
프랑코 가벨리(Franco Gabelli, 1947년 5월 7일 ~ )는 프랑크 미카엘(Frank Michael)이라는 이름으로 잘 알려진 이탈리아 태생 벨기에의 가수이다.